# Staubuny
Staubuny (biał. Стаўбуны; ros. Столбуны; pol. hist. Stołbuny) – wieś na Białorusi, w obwodzie witebskim, w rejonie orszańskim, w sielsowiecie Mieżawa.

## Historia
W XIX i w początkach XX w. położone były w Rosji, w guberni mohylewskiej, w powiecie orszańskim, w gminie Moszkowo. Następnie w granicach Związku Sowieckiego. Od 1991 w niepodległej Białorusi.